# Trzebień (Recz)
Trzebień (deutsch Wegnershof) ist ein Wohnplatz bei Recz (Reetz) in der Woiwodschaft Westpommern in Polen. Er gehört zum Schulzenamt Sicko (Altenwedel) in der Gmina Recz (Stadt- und Landgemeinde Reetz) im Powiat Choszczeński (Arnswalde).
Der Wohnplatz liegt in Hinterpommern, etwa 65 km östlich von Stettin, an der in West-Ost-Richtung verlaufenden Landesstraße 10 zwischen dem Dorf Sicko (Altenwedel) im Westen und der Stadt Recz (Reetz) im Osten. Die Landesstraße entspricht hier der ehemaligen Reichsstraße 104.
Vor 1945 war der Wegnershof einer von vier Abbauten der Landgemeinde Altenwedel und gehörte mit dieser zum Kreis Saatzig in der preußischen Provinz Pommern. Seine Einwohnerzahl betrug im Jahre 1905 elf Personen. Vor 1945 wurde er zuletzt von der Familie Fritz Wegner bewirtschaftet.
1945 kam der Wegnershof, wie ganz Hinterpommern, an Polen. Er erhielt den polnischen Ortsnamen Trzebień.